# Josef Schwalber

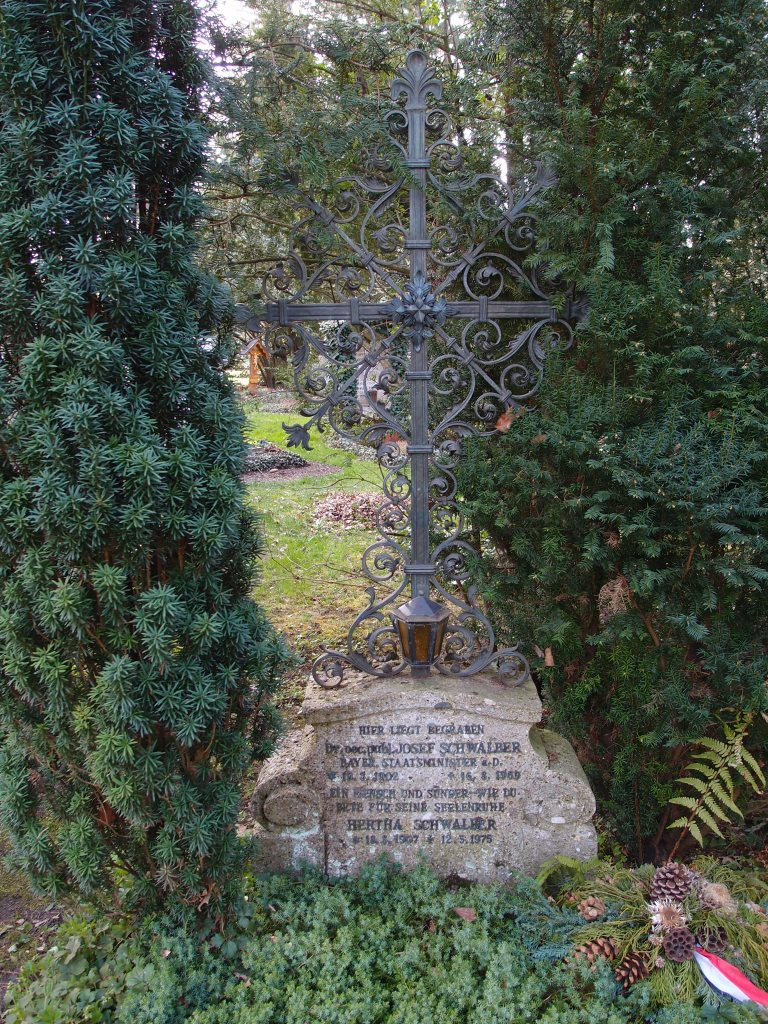
Grab von Josef Schwalber auf dem Waldfriedhof in Dachau.

Josef Schwalber (* 19. März 1902 in Fürstenfeldbruck; † 16. August 1969 in München) war ein deutscher Rechtsanwalt und Politiker.

## Leben
Schwalber kam aus einer streng katholischen Handwerkerfamilie, sein Vater war Seilermeister. Nach Besuch der Lateinschule der Benediktinerabtei in Scheyern und dem Abitur am Königlich Humanistischen Gymnasium in Freising studierte er ab 1921 Jura und Volkswirtschaft in München. Er wurde aktives Mitglied der katholischen Studentenverbindung Ottonia im KV und war bis zu seinem Tode bei dieser Verbindung sehr engagiert. Zudem war er seit 1957 Ehrenmitglied der katholischen Studentenverbindung KBStV Rhaetia München.
Nach dem ersten juristischen Staatsexamen 1925, der Promotion mit einer Dissertation über den katholischen Sozialreformer Karl Freiherr von Vogelsang 1927 und dem Assessorexamen 1928 ließ sich Schwalber als Rechtsanwalt in Dachau nieder. 1933 kam Schwalber für einige Tage in sogenannte Schutzhaft, da er nicht in die NSDAP eintreten wollte. Von 1943 bis 1945 war er zur Wehrmacht eingezogen.
Schwalber starb an den Folgen eines Herzinfarkts, sein Grab befindet sich auf dem Waldfriedhof in Dachau.

## Politik
Bereits von 1929 bis 1933 war Schwalber als Kommunalpolitiker in der BVP aktiv gewesen und stellte sich 1945 sofort wieder dafür zur Verfügung. Am 18. August 1945 wurde Schwalber 1. Bürgermeister von Dachau und ab 1947 Landrat des Kreises Dachau. Nachdem er zunächst die BVP wieder reaktivieren wollte, sich dies aber als unmöglich erwies, schloss Schwalber sich der CSU an und wurde von 1947 bis 1952 in deren Landesvorstand gewählt. Er gehörte dem konservativen altbayerischen Flügel an.
Von 1946 bis 1950 war Schwalber Mitglied des Bayerischen Landtags. Von 1947 bis 1954 war er Staatssekretär im Innenministerium, ab 1951 als Kultusminister Mitglied im Kabinett des bayerischen Ministerpräsidenten Hans Ehard. Er war einer der Teilnehmer des Verfassungskonvents auf Herrenchiemsee vom 10. bis 23. August 1948, der im Auftrag der Ministerpräsidenten der Länder einen „Verfassungsentwurf ausarbeiten (sollte), der dem Parlamentarischen Rat als Unterlage dienen“ könnte.
Als Mitglied des Parlamentarischen Rats kämpfte Schwalber ohne Kompromisse für einen föderalen Bundesstaat mit einem starken, dem Bundestag völlig gleichberechtigten Bundesrat. Die Positionen der CDU dazu waren ihm viel zu zentralistisch, außerdem fehlte nach seiner Auffassung ein klares Bekenntnis zur christlichen Staatsauffassung. Schwalber befürwortete wegen dieser Differenzen sogar die Auflösung der Fraktionsgemeinschaft mit der CDU. Vor der Schlussabstimmung begründete Schwalber am 8. Mai 1949 die Ablehnung des Grundgesetzes durch sechs der acht Mitglieder der CSU. In der Tageszeitung Die Neue Zeitung hatte er in einem Beitrag am 21. September 1948 (Seite 8) ausgeführt: „Der Föderalismus ist keine bayerische Staatsidee, er ist ein deutsches Problem. Es hat keinen Sinn, sich in den bayerischen Schmollwinkel zurückzuziehen. Das gesamtdeutsche Schicksal ist heute mitzugestalten.“
Nachdem die CSU nach der Landtagswahl 1954 nicht an der Regierung bleiben konnte, wurde Schwalber 1957 nochmals Landrat des Kreises Dachau, legte dieses Amt dann aber aus Gesundheitsgründen im Jahre 1963 nieder.

## Ehrungen
Schwalber erhielt 1959 den Bayerischen Verdienstorden, er war weiter Inhaber des Großen Bundesverdienstkreuzes mit Stern, des Päpstlichen Silvesterordens sowie des Goldenen Ehrenrings der Stadt Dachau (1969). Die Realschule in Dachau trägt seinen Namen.